# Geodata
Geodata är data som beskriver företeelser inklusive deras geografiska läge. Ett geografiskt läge anges direkt, i ett geodetiskt referenssystem, eller indirekt. Geodata kan vara uppmätta, beräknade eller på annat sätt konstaterade. Som synonymer till geodata förekommer geografisk information och geografiska data.
En nationell geodatastrategi för den samlade informationsförsörjningen inom geodataområdet har tagits fram av geodatarådet. Syftet med strategin är att ge vägledning till producenter och användare av geodata.
Geodata innefattar exempelvis kartdata såväl som registerinformation om byggnader, sjöar, vägar, vegetation och befolkning, m.m.